# قائمة أنواع زنبق النهار
يوجد عدة أنواع من جنس الزنبق النهار:
- زنبق النهار الأصغر (الاسم العلمي:Hemerocallis minor)
- زنبق النهار الثنبرجي (الاسم العلمي:Hemerocallis thunbergii)
- زنبق النهار الداروياني (الاسم العلمي:Hemerocallis darrowiana)
- زنبق النهار الدومورتيري (الاسم العلمي:Hemerocallis dumortieri)
- زنبق النهار الشاطئي (الاسم العلمي:Hemerocallis littorea)
- زنبق النهار الصغير (الاسم العلمي:Hemerocallis nana)
- زنبق النهار الفوريستي (الاسم العلمي:Hemerocallis forrestii)
- زنبق النهار الكهرماني (الاسم العلمي:Hemerocallis fulva)
- زنبق النهار الليموني (الاسم العلمي:Hemerocallis citrina)
- زنبق النهار المغذي (الاسم العلمي:Hemerocallis esculenta)
- زنبق النهار المتثني (الاسم العلمي:Hemerocallis plicata)
- زنبق النهار المتعدد الأزهار (الاسم العلمي:Hemerocallis multiflora)
- زنبق النهار اليزوني (الاسم العلمي:Hemerocallis yezoensis)
- (الاسم العلمي:Hemerocallis cultivars)
- (الاسم العلمي:Hemerocallis hakuunensis)
- (الاسم العلمي:Hemerocallis hongdoensis)
- (الاسم العلمي:Hemerocallis lilioasphodelus)
- (الاسم العلمي:Hemerocallis middendorffii)
- (الاسم العلمي:Hemerocallis partenope)
- (الاسم العلمي:Hemerocallis taeanensis)

## =أنواع هجينة
- (الاسم العلمي:Hemerocallis x baronii)
- (الاسم العلمي:Hemerocallis x elmensis)
- (الاسم العلمي:Hemerocallis x exilis)
- (الاسم العلمي:Hemerocallis x fallaxlittoralis)
- (الاسم العلمي:Hemerocallis x hippeastroides)
- (الاسم العلمي:Hemerocallis x hybrida)
- (الاسم العلمي:Hemerocallis x stoutara)
- (الاسم العلمي:Hemerocallis x stoutiana)
- (الاسم العلمي:Hemerocallis x traubara)
- (الاسم العلمي:Hemerocallis x traubiana)
- (الاسم العلمي:Hemerocallis x washingtonia)
- (الاسم العلمي:Hemerocallis x yeldara)
- (الاسم العلمي:Hemerocallis x yeldiana)